# Chácaras

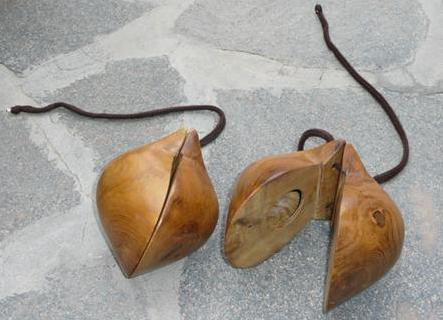
Chácaras

Chácaras sind Gefäßklappern auf den Kanarischen Inseln. Die Chácaras kommen auf den Inseln El Hierro und La Gomera vor und werden als „Volkstrommel“ bei traditionellen Liedern auf den Inseln gespielt. 
Das Perkussionsinstrument besteht aus zwei aus Hartholz hergestellten handflächengroßen Halbschalen; die Grundform ist ähnlich wie bei den spanischen Kastagnetten, sie sind jedoch wesentlich größer. Es gibt zwei Chácaras-Varianten – eine mit tieferer Tonlage, dem macho (‚Männchen‘), das in der rechten Hand gespielt wird, und eine höhere, der hembra (‚Weibchen‘), die mit der linken Hand als Begleitung geschlagen wird.

## Herkunft
In der Ursprache Guanche bedeutet chácara – vom berberischen Wort šakar abgeleitet – ‚Huf‘, was einerseits die Form des Instrumentes verdeutlicht und andererseits dem Klangbild eines galoppierenden Pferdes entspricht. Die genaue Datierung des Ursprunges ist nicht belegt. 
Qarqaba der Gnaoua in Marokko sind ähnlich verwendete Gefäßklappern aus Metall.